# Halosydna marmorata
Halosydna marmorata är en ringmaskart som beskrevs av Hartmann-Schröder 1965. Halosydna marmorata ingår i släktet Halosydna och familjen Polynoidae. Inga underarter finns listade i Catalogue of Life.